# Парламентские выборы в Экваториальной Гвинее (2017)
Парламентские выборы в Экваториальной Гвинее прошли 12 ноября 2017 года. На них избирались 100 депутатов парламента страны и 55 сенаторов. 
По данным Демократическая партия получила около 98 % голосов. Явка составила около 94 %.

## Избирательная система
Парламент Экваториальной Гвинеи состоит из двух палат. Нижняя Палата депутатов состоит из 100 депутатов, которые избираются по пропорциональному представительству по закрытым спискам в многомандатных округах. Срок полномочий депутатов 5 лет. Сенат состоит из 70 сенаторов, из которых 55 избираются, а 15 назначаются президентом.

## Результаты

### Палата депутатов
| Партия                                                            | Голосов | %     | Мест | +/–   |
| ----------------------------------------------------------------- | ------- | ----- | ---- | ----- |
| Демократическая партия Экваториальной Гвинеи                      |         | 92,00 | 99   | –     |
| Граждане за Инновации                                             |         | 5,77  | 1    | новая |
| Вместе, мы сможем                                                 |         | 2,23  | 0    | ▼1    |
| Недействительных голосов                                          | 1480    | –     | –    | –     |
| Всего                                                             | 273 502 | 100   | 100  | 0     |
| Зарегистрированных избирателей/явка                               | 325 555 |       | –    | –     |
| Источник: GEP Архивная копия от 1 декабря 2017 на Wayback Machine |         |       |      |       |

### Сенат
| Партия                                                            | Голосов | %     | Мест | +/–   |
| ----------------------------------------------------------------- | ------- | ----- | ---- | ----- |
| Демократическая партия Экваториальной Гвинеи                      |         | 92,00 | 55   | ▲1    |
| Граждане за Инновации                                             |         | 5,77  | 0    | новая |
| Вместе, мы сможем                                                 |         | 2,23  | 0    | ▼1    |
| Назначенных членов                                                | –       | –     | 15   | 0     |
| Недействительных голосов                                          | 1480    | –     | –    | –     |
| Всего                                                             | 273 502 | 100   | 70   | 0     |
| Зарегистрированных избирателей/явка                               | 325 555 |       | –    | –     |
| Источник: GEP Архивная копия от 1 декабря 2017 на Wayback Machine |         |       |      |       |